# The Maybury
The Maybury ist ein gemischt genutzter Wolkenkratzer in Manhattan in New York City, Vereinigte Staaten. Der Wohnturm mit seiner auffälligen Fassade beherbergt Mietwohnungen sowie das Covenant House New York (CHNY), eine gemeinnützige Organisation, die Wohndienstleistungen für obdachlose und sozial gefährdete Jugendliche bietet.

## Beschreibung
Das Hochhaus befindet sich in Midtown Manhattan im Viertel Hudson Yards im Stadtteil Hell’s Kitchen an der Ostseite der Tenth Avenue zwischen der West 40th und West 41st Street. Westliche Nachbargebäude sind der Wolkenkratzer 555Ten und die römisch-katholische Church of Saints Cyril & Methodius and Saint Raphael der kroatischen Nationalpfarrei im Erzbistum New York. Dahinter führt die Galvin Avenue zum Lincoln Tunnel. Wenige Meter östlich befindet sich der Busbahnhof Port Authority Bus Terminal.
The Maybury wurde mit seiner Adresse „550 Tenth Avenue“ als Projektbezeichnung von den Handel Architects entworfen und von der Gotham Organization von 2022 bis 2025 erbaut. Der Wolkenkratzer ist 158,8 Meter (521 Fuß) hoch und hat 47 Etagen. Das Gebäude hat einen siebengeschossigen Sockel, auf dem sich zwei Terrassen befinden, die von der achten Etage mit den Freizeiteinrichtungen zugänglich sind. Der Turm besitzt mit Ausnahme der Nordseite, die eine glatte Glasfassade hat, eine Vorhangfassade mit raumhohen Fensterflächen, die mit einem Gitter von breiten rostroten Metallpaneelen gerahmt sind. Durch die nach außen gefaltete Gestaltung der Paneelen erzielen die Fassaden optisch eine Tiefenwirkung.
The Maybury beherbergt 453 Mietwohnungen, darunter 137 Apartments mit Mietminderung. In den Etagen zwei und drei sind auf 2500 m² die Büroräume der gemeinnützigen Organisation Covenant House untergebracht. In der achten Etage befinden sich die Freizeiteinrichtungen. Für seine Bewohner bietet das Wohnhochhaus unter anderem ein Fitnesscenter mit Cardio-Geräten und Gewichtheberbereich, ein Yogaraum, eine Lounge, die tagsüber als Coworking-Space mit einzelnen Arbeitsplätzen und als Konferenzraum dient sowie eine Dachterrasse in der 45. Etage. Im Erdgeschoss ist Einzelhandel untergebracht.

## Ansichten

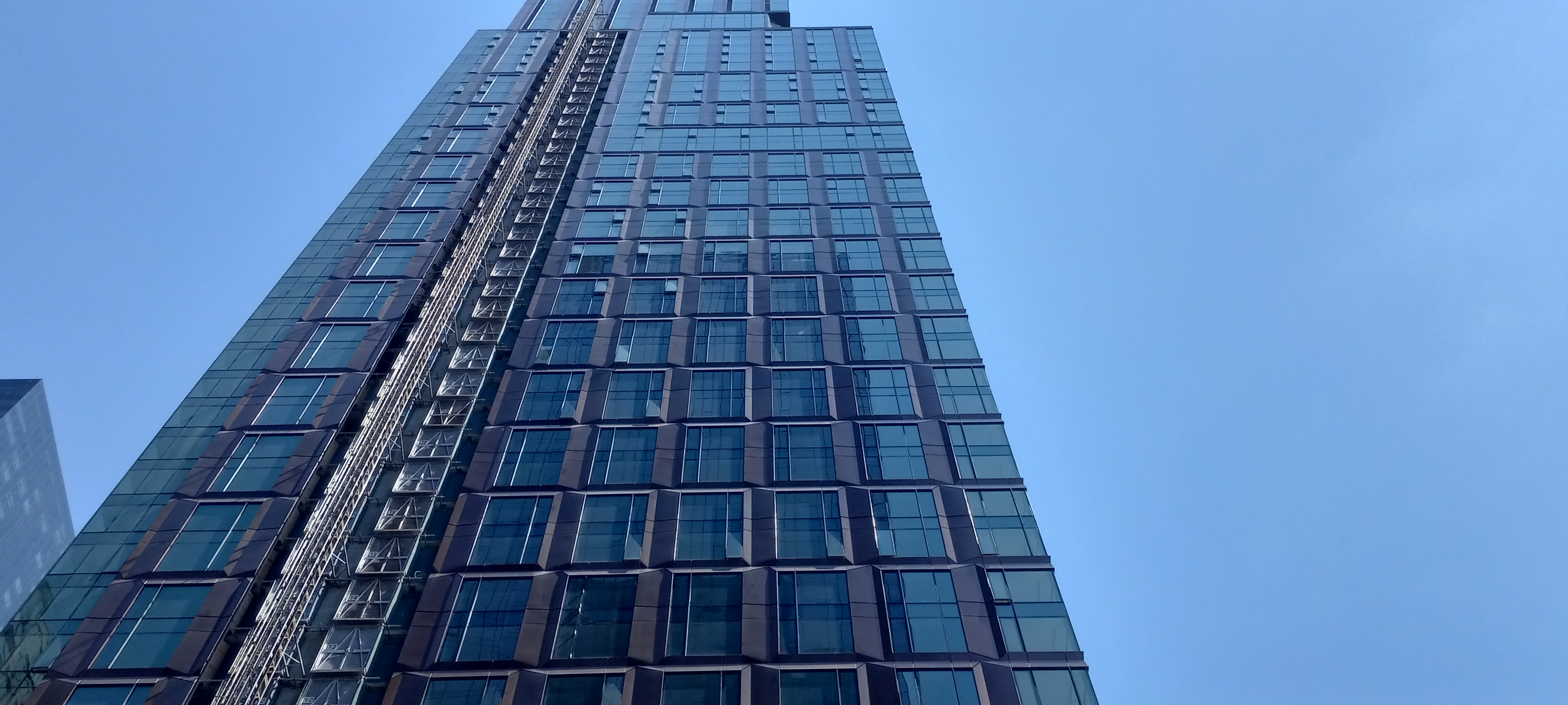
Ansicht der Fassade

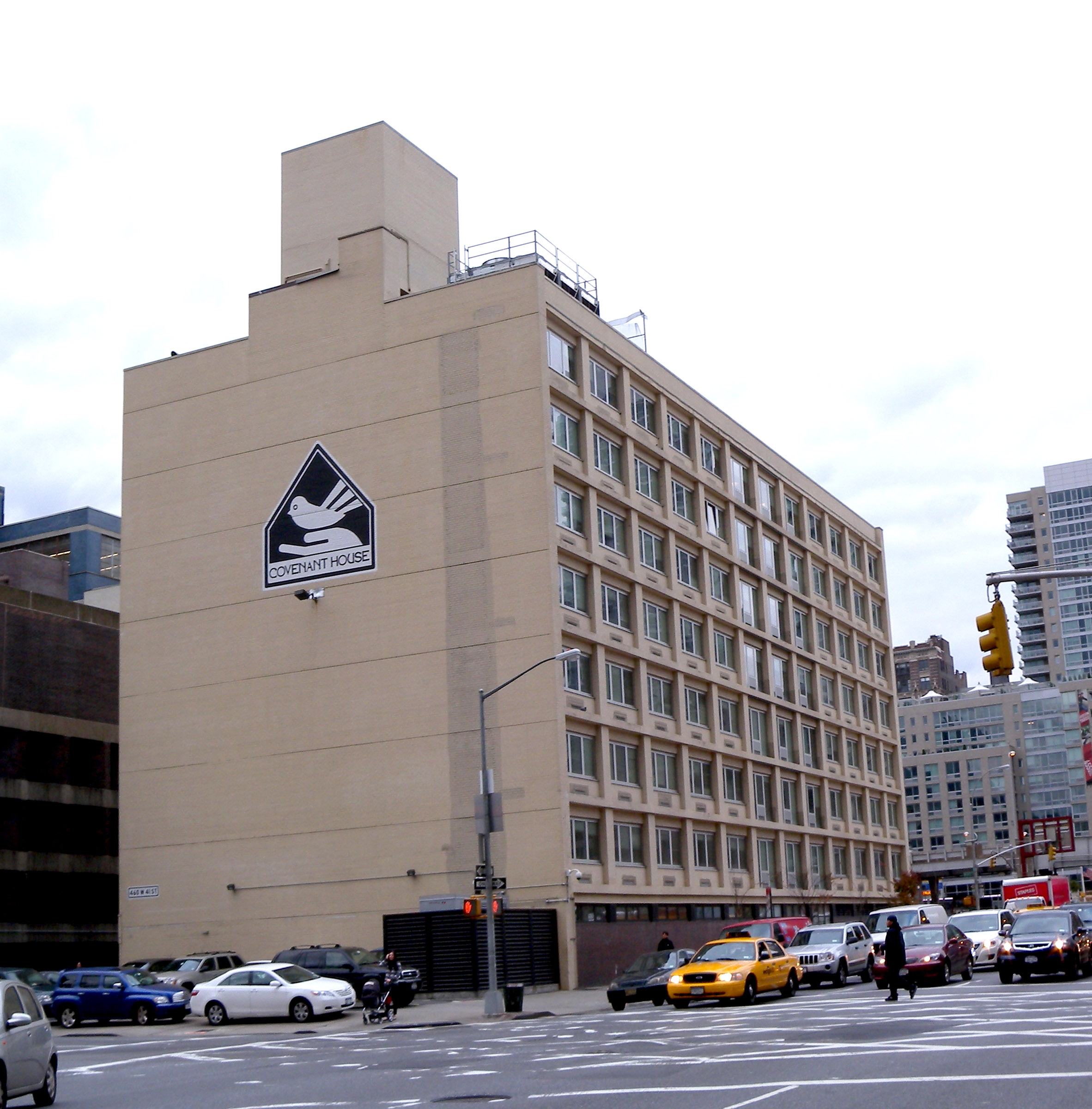
Vorgängergebäude (Covenant House)

## Besonderer Vorfall
Am 26. Juli 2023 geriet während der Bauarbeiten der Kranmotor auf dem Oberwagen des am Gebäude montierten Wippkrans in Brand. Dieselkraftstoff aus einem 150-Liter-Tank gab dem Feuer Nahrung. Die Hitzeeinwirkung führte zum Seilbruch, woraufhin der 55 Meter lange Nadelausleger abklappte, an die Fassade des benachbarten Wolkenkratzers 555Ten stieß und mit der angehängten Last aus 14,5 Tonnen Beton auf die Tenth Avenue abstürzte. Der Vorfall verursachte zwölf Leichtverletzte und Schäden an den Fassaden von The Maybury und 555Ten. Es gab keinen Todesfall. Die New Yorker Berufsfeuerwehr arbeitete den Einsatz als erweiterte Technische Hilfeleistung auf der Alarmstufe „5. Alarm“ ab. Der Schaden am 555Ten wurde später mit knapp 83 Millionen US-Dollar angegeben. Die dadurch unterbrochenen Bauarbeiten wurden im Spätsommer 2023 mit einem neuen Turmkran der neu arrangierten Kranfirma USA Cranes wieder aufgenommen.